# Daniel Goldberg Tabak
Daniel Goldberg Tabak (Rio de Janeiro, 5 de dezembro de 1955) é um médico brasileiro.
Foi eleito membro da Academia Nacional de Medicina em 2002, ocupando a Cadeira 45, que tem como patrono Olinto de Oliveira.